# Minorpromotie
Als bij het schaken een pion de overkant bereikt, dan kan de speler kiezen tot welk stuk de pion wordt gepromoveerd (in dezelfde kleur). Over het algemeen zal een speler een dame kiezen. Dat is immers het sterkste stuk. Kiest de speler een ander stuk, dan spreekt men van minorpromotie of onderpromotie. Daar kunnen enkele redenen voor zijn.

## Paard
Soms is een paard de juiste keus, want het paard biedt mogelijkheden die een dame niet heeft.

## Voorkómen van pat
Een toren of loper ligt minder voor de hand, want alles wat men met deze stukken kan, kan ook met een dame. Toch zijn er situaties waarin een speler een toren of loper moet kiezen, namelijk als een dame pat, dus remise, veroorzaakt.
Voorbeeld: Als wit in stelling 1 een zet doet met de koning, dan wordt de pion geslagen en is de partij remise wegens gebrek aan materiaal. Wit zal dus met de pion zetten en dat betekent dat de pion moet promoveren. Promoveert de pion tot dame, dan is het pat en ook remise. Promoveert de pion echter tot toren, dan kan wit gemakkelijk winnen. 
Een opmerkelijk voorbeeld staat bekend als de Saavedra-positie, zie aldaar.
Het omgekeerde kan ook voorkomen: een speler die op verlies staat, promoveert tot een zwak stuk zodat hij zelf pat komt te staan.

## Misleiding
Martin Gardner noemt nog een andere reden voor een minorpromotie, namelijk om bij de tegenstander de indruk te wekken dat er geen ernstige dreiging is.
In stelling 2 kan Wit zijn pion promoveren tot dame, 1. f8D. Hij dreigt met mat 2. Dg7# (of Df6#). Veel kans heeft dat echter niet, zwart zal de kersverse dame ruilen voor zijn toren, waarna zwart kan winnen. Voor dezelfde matdreiging is een loper echter voldoende, promoveert de witte pion tot loper, dan lijkt de ruil met een toren onvoordelig: als zwart de matdreiging niet ziet zal hij de loper sparen.